# Ahmad Wali

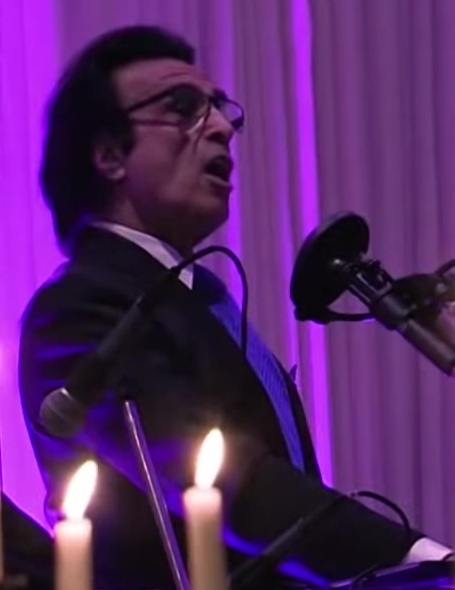
Ahmad Wali

Ahmad Wali (Persisch: geboren im 20. Jahrhundert; احمد ولی  in Kabul) ist ein afghanischer Sänger. Er lebt momentan in den USA.

## Leben
Mit zwölf Jahren lernte er unter Ustad Zaland das Tabla spielen. Er besuchte die Polizeiakademie in Kabul. Sein erster Song war Chashman e Abe. Zugunsten des Singens geriet jedoch das Instrumentenspiel in den Hintergrund geriet. Mit seiner Stimme und unterstützt auch durch sein ansprechenden Aussehen stieg er in den 1970er Jahren schnell in die Reihe der populärsten Sänger Afghanistans auf. In seinen Albumproduktionen arbeitete er mit anderen bekannten afghanischen Musikern zusammen, wie z. B. Hangama, Mahwash oder Salma Jahani.
Er emigrierte 1980 nach der sowjetischen Intervention in Afghanistan aus Afghanistan nach Deutschland, wo er die Sängerin Hangamah wiedertraf. Die beiden heirateten, ließen sich jedoch nach kurzer Zeit wieder scheiden.  Aus dieser Ehe ging ein Sohn hervor. Ahmad Wali heiratete später weitere zwei Male. Vom Anfang bis Mitte der 80er Jahre tourte Ahmad Wali durch mehrere europäische Länder. Oft ging der Erlös dieser Konzerte an Flüchtlinge und Vertriebene des afghanischen Bürgerkriegs.